# 延久蝦夷合戦
延久蝦夷合戦（えんきゅうえぞかっせん）は、平安時代、前九年の役（1051年-1062年）と後三年の役（1083年-1087年）の間で陸奥国を主な舞台に起こされた戦役で、延久二年合戦、延久合戦とも言う。
1070年（延久2年）に、陸奥守源頼俊が清原貞衡と共に兵を率い蝦夷を攻略したとされる戦い。

## 経過
後三条天皇は即位後、延久新政とも言われる政治改革を断行した。後三条天皇は桓武天皇を意識し、大内裏の再建と征夷の完遂を政策として打ち立てる。これを請け、陸奥守源頼俊は1070年（延久2年）に軍を編成し、国府を発ち、北上する。
遠征途上、藤原基通が国司の印と国正倉の鍵を奪い逃走する事件が発生する。都に下野守源義家から、基通が印と鍵を持参して投降して来たので逮捕したとの報がはいる。朝廷は同年8月1日に頼俊を召還する宣旨を発した。同年12月26日付けで頼俊から朝廷へ大戦果を挙げたとの弁明が届く。
翌年5月5日、朝廷は頼俊に陸奥での謹慎を言い渡した。戦後の論功として、清原貞衡は鎮守府将軍に任ぜられたが、源頼俊に対する行賞は何もなかった。

## 評価
合戦に対する評価は二分している。
一つ目は、頼俊の遠征はその主張のように大成功し、津軽半島と下北半島までの本州全土を朝廷の支配下に置いたとするものである。遠征軍の主力が清原氏によると見られることから、実質上の総大将は清原貞衡で、源頼俊の失脚はそれほど影響が無かったと見る。これにより、桓武・嵯峨朝以来の大遠征で、支配下に入った地域で建郡が行われ、久慈郡、糠部郡などが置かれ、これ以降近世（江戸時代）に至るまで津軽海峡までが日本の北端（当時の感覚では東端）となったとするもの。
もうひとつは、合戦は総大将頼俊が遠征途中で失脚したため、事実上遠征は中止され、成果は中途半端に終わったとするもの。この説では冬季に行軍が困難であることや頼俊の報告は自分の不祥事の穴埋めをするための誇大報告とし、津軽半島、下北半島までが朝廷の支配下に入ったのは、その後の清原氏や奥州藤原氏によるものとする。

## 影響
永承6年（1051年）から康平5年（1062年）の前九年の役（奥州十二年合戦）で陸奥の安倍氏が滅亡し、出羽の清原氏が陸奥も支配することになり、それと同時に、陸奥鎮守府と出羽秋田城に分かれていた東夷成敗権が鎮守府に一本化された。
この延久蝦夷合戦では朝廷軍の主力は清原軍であったとみられる。また出兵中に陸奥国印が盗難されるという不祥事があった。この不祥事は頼俊が陸奥に勢力を植えつけることを恐れた源義家の陰謀によるとの説がある。
結果として貞衡だけが軍功を認められ鎮守府将軍に任じられ、奥羽における清原氏の勢力は益々盛んになった。しかし、この合戦での軋轢や当主真衡への一族の不満などから、前九年の役当時には一枚岩であった清原氏内部には次第に不協和音が生まれ始め、最終的には後三年の役を招いたとの評価がある。
なお、この合戦で「衣曾別嶋」まで遠征を行ったと頼俊が報告しているが、この「衣曾別嶋」が蝦夷（北海道）であるという説と本州北部であるという説、頼俊が戦果を誇大報告したという説などがある。合戦についての史料が少なく研究が進んでいない。

## 頼俊や貞衡の思惑
この合戦では、武蔵国豊島郡の平常家、伊豆国田方郡の藤原惟房（後に岩手郡を賜った工藤氏の祖先か）、源義家の腹心の藤原基通などの河内源氏傘下の武士たちが追討を被っている。つまり、頼俊や貞衡の真の目的は、中央政界での河内源氏の台頭を挫くと共に、「荒夷」征討という大義名分を利用して北方産物の重要な交易ルートである太平洋海運から河内源氏系の勢力を駆逐し、その主導権を確立することだったとする見解もある。